# 万宝水库
万宝水库是中国江西省吉安市峡江县金江乡境内的一座水库，位于赣江支流黄金江上，建于1976年。水库正常库容为2350万立方米，平均水深为18.00米，集雨面积为41平方千米，海拔为128米。